# Assarhaddon

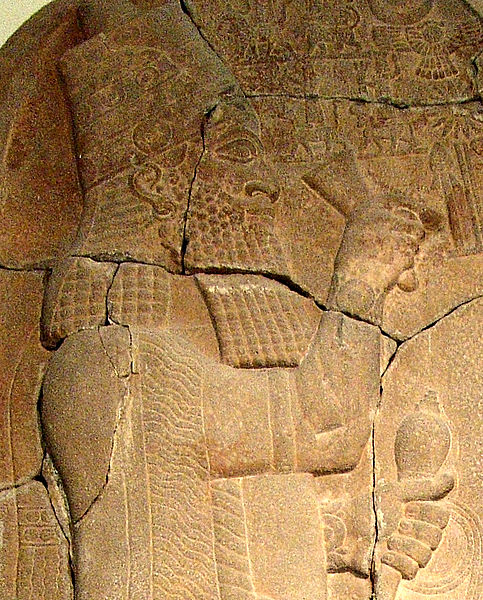
Cara d'Assarhaddon en una estela al Museu de Pèrgam a Berlín

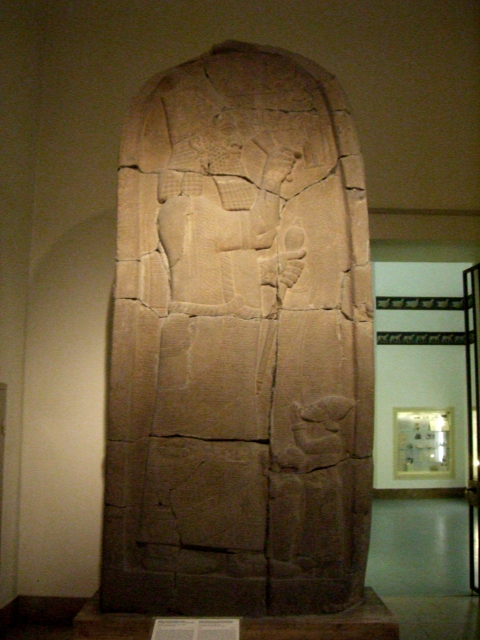
Estela d'Assrhaddon que commemora el seu retorn després de vèncer a Taharqa el 671 aC, al museu de Pèrgam de Berlín

Assarhaddon (Aššur-aḫa-iddin o Asshur-akh-iddin, també Esarhaddon) va ser rei d'Assíria cap als anys 681 aC-669 aC. Segons la Llista dels reis d'Assíria era fill de Senaquerib i la princesa Zakutu (o Naqīʾa) i pare d'Assurbanipal.